# Lycorina albomarginata
Lycorina albomarginata là một loài tò vò trong họ Ichneumonidae.